# 索科列沃湖
55°10′41″N 40°00′20″E / 55.178126°N 40.005501°E

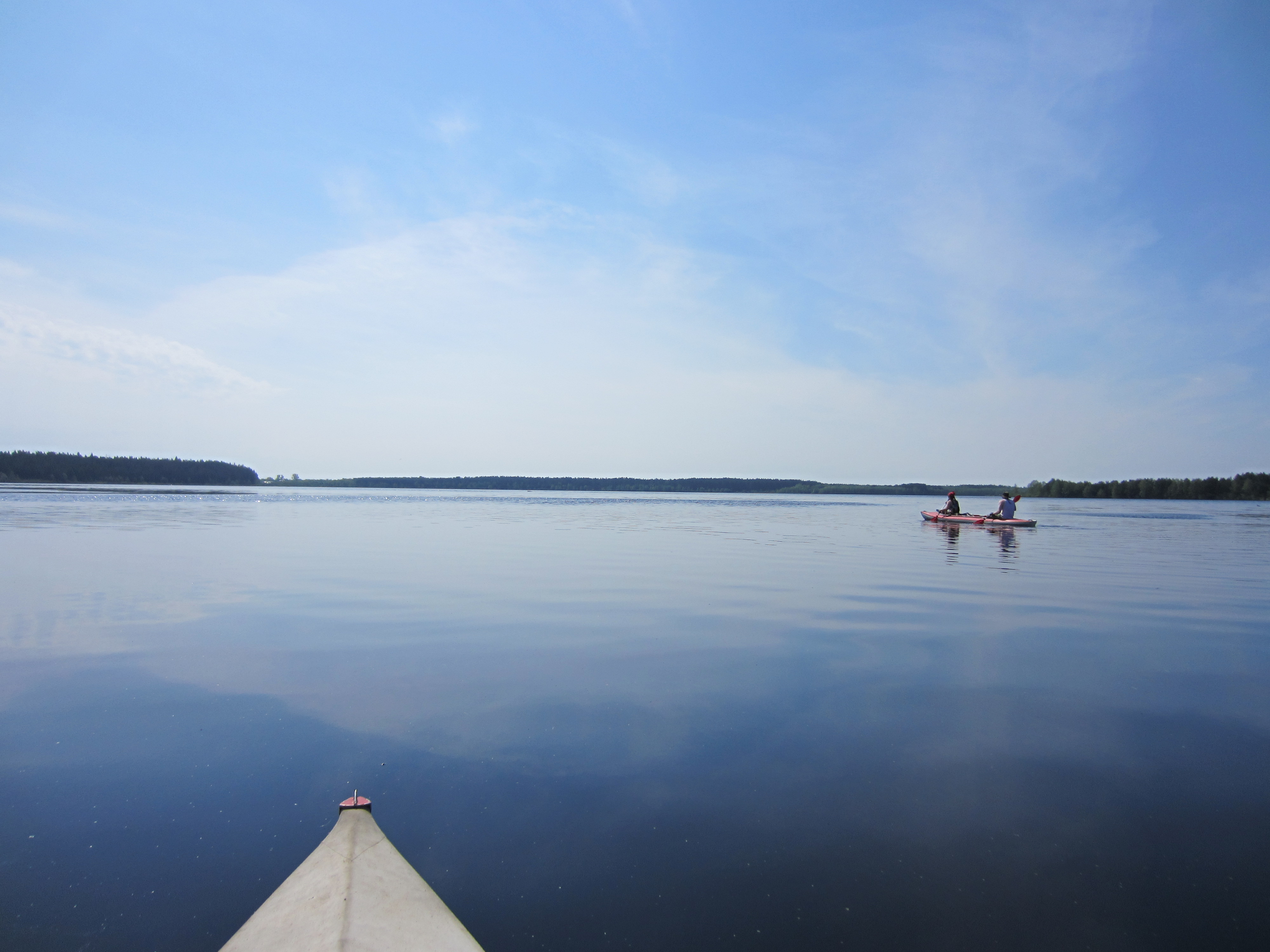

索科列沃湖（俄语：Сокорево），是俄羅斯的湖泊，位於該國西北部，由梁贊州負責管轄，處於克列皮基區，長2.1公里、寬1.2公里，面積3.32平方公里，海拔高度112米。